# Łozice-Cegielnia
Łozice-Cegielnia – osada w Polsce położona w województwie zachodniopomorskim, w powiecie koszalińskim, w gminie Bobolice. Miejscowość wchodzi w skład sołectwa Nowe Łozice. Leży przy drodze wojewódzkiej nr .
W latach 1975–1998 miejscowość położona była w województwie koszalińskim.